# Ulmer Münster

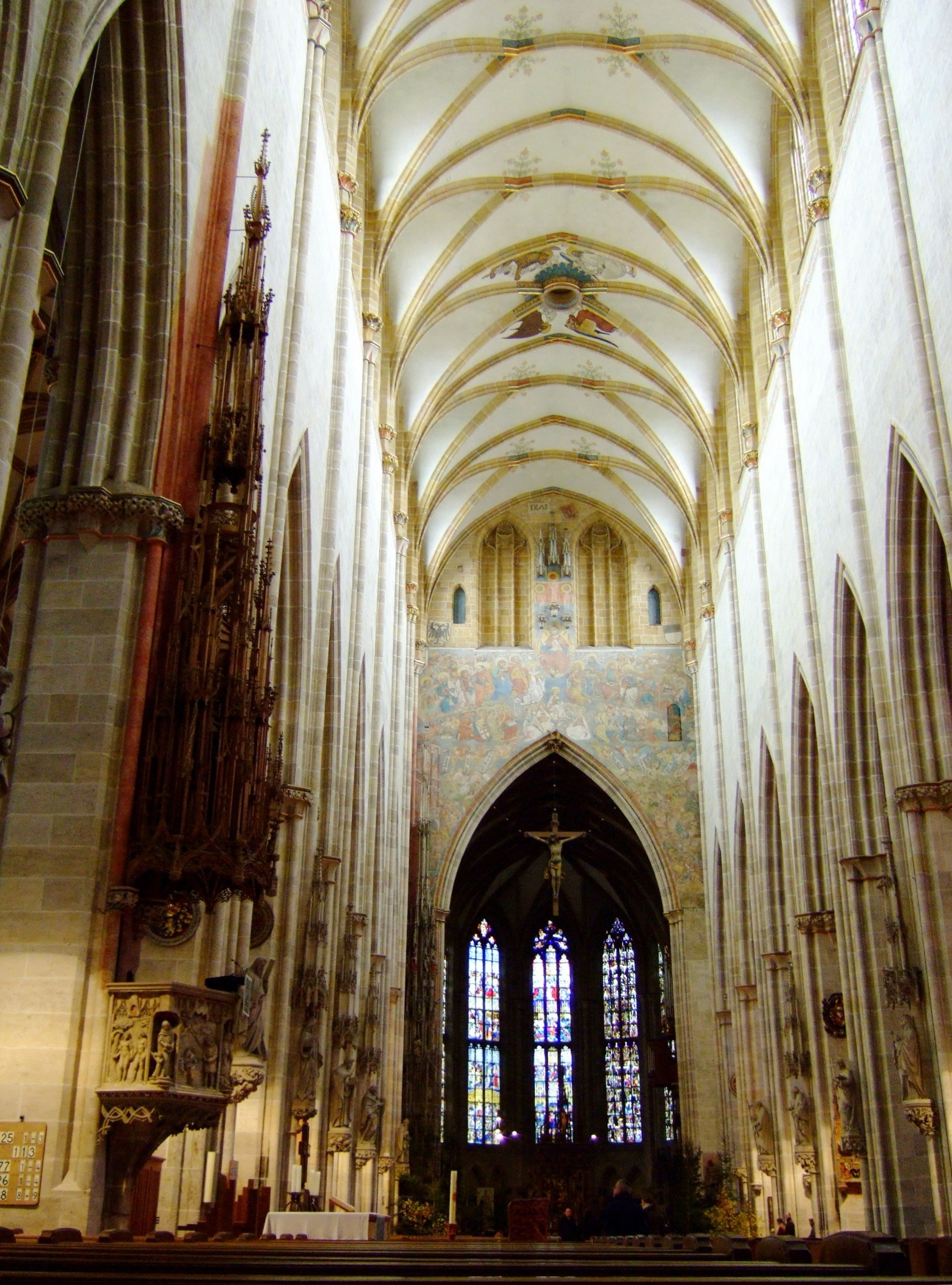
Wnętrze

Ulmer Münster (dawniej Münster Unserer Lieben Frau in Ulm, czyli kościół Najświętszej Marii Panny w Ulm), zwyczajowo katedra w Ulm lub katedra ulmska – zabytkowy gotycki kościół parafialny w Ulm, początkowo katolicki, następnie (od reformacji) protestancki.
Od 1890 (roku zakończenia budowy) kościół w Ulm, dzięki wieży mającej 161,53 metrów, jest najwyższym kościołem na świecie (tytuł ten przejął od katedry w Kolonii); do 1901 (roku zakończenia budowy ratusza w Filadelfii) był też drugim (po Mole Antonelliana) co do wielkości budynkiem.
W przeciwieństwie do kościoła Trójcy Świętej, ocalał podczas alianckich bombardowań miasta (najcięższe, w którym zniszczono 81% śródmieścia, miało miejsce 17 grudnia 1944), prawdopodobnie z powodu swojej wartości historycznej oraz dlatego, że stanowił punkt orientacyjny dla pilotów.

## Architektura
Budowę rozpoczął Heinrich Parler w końcu XIV wieku, a kontynuował Ulrich von Ensingen (współbudowniczy katedry w Bazylei). W średniowieczu wnętrze mieściło około 20 tysięcy stojących osób (co w okresie budowy dwukrotnie przekraczało liczbę obywateli miasta); obecnie znajduje się w nim 2000 miejsc siedzących.
Wieża kościoła została zbudowana w stylu gotyckim. Projektantem był Matthäus Böblinger, który jednak nigdy nie zrealizował swojego planu z uwagi na niewłaściwy dobór materiałów budowlanych, kończący próby wzniesienia obiektu niepowodzeniem. W wiekach późniejszych konieczne było ciągłe stabilizowanie zrealizowanego dolnego odcinka. Do sprawy budowy wrócono dopiero w XIX wieku, wraz z zainteresowaniami neogotykiem. Budowa trwała więc, z przerwami, od 1377 do 1890.
Wieża jest dostępna dla zwiedzających – najwyższa platforma widokowa mieści się na samym szczycie budowli. Dostęp do niej zapewnia 768 krętych stopni. Ze szczytu widoczne są (przy dobrej pogodzie) nawet Alpy Szwajcarskie.

## Najważniejsze elementy zabytkowe
Do świątyni prowadzi pięć portali z bogato zdobionymi tympanonami. Nad drzwiami głównymi przedstawiono sceny z Księgi Rodzaju zrealizowane przez Mistrza Hartmanna. W pięcionawowym wnętrzu najważniejszymi dziełami sztuki są:
- ambona z bardzo wysokim baldachimem, na którego szczycie umieszczona jest druga ambona, niedostępna dla ludzi, symbolizująca boskie pochodzenie słów kaznodziei
- tabernakulum z ażurowym, również bardzo wysokim, baldachimem
- bogato zdobione stalle w prezbiterium (1469–1474), autorstwa Jörga Syrlina Starszego i Michela Erharta
- fresk Sąd Ostateczny, nad ścianą oddzielającą nawy od prezbiterium, widoczny z prawie każdego miejsca świątyni
- kaplica Besseserów, z zachowanymi oryginalnymi witrażami z XV wieku
- w zachodnim portalu świątyni witraże ze scenami pasyjnymi i wizerunkami świętych, wykonane przez Hansa Ackera.